# مردم برزیل

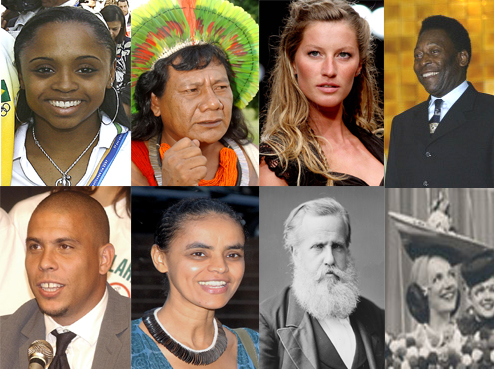

مردم برزیل جمعیت ساکن کشور برزیل هستند که در قاره آمریکای جنوبی واقع شده‌است. برزیلی‌ها عمدتاً پرتغالی زبان بوده و به گویش برزیلی این زبان تکلم می‌کنند. تار مردم برزیل آمیخته از اقوام بومی برزیلی و مهاجران اروپایی است. همچنین اقلیت قابل توجهی از آفریقایی‌تبارها در برزیل بسر می‌برند که از دوران برده‌داری تا کنون در این کشور بوده‌اند. در برزیل غیر از این اقوام اقلیتی از عرب‌های مهاجر نیز وجود دارد. بیشتر برزیلی‌ها مسیحی کاتولیک هستند.

## گروه‌های اصلی نژادی در برزیل
برزیل دارای تنوع زیستی بسیار زیادی است، و بسیاری از نژادها و گروه‌های قومی را درخود جای داده‌است. در کل، برزیلی‌ها نوادگان چهار گروه مهاجر هستند:
- سرخ‌پوستان آمریکای جنوبی، بویژه بومی‌های برزیل، که نوادگان گروه‌های انسانی هستند که در حدود ۹۰۰۰ سال پیش از میلاد مسیح، از سیبری به سمت برزیل مهاجرت کردند و با عبور از تنگه برینگ به برزیل رسیدند.
- استعمارگران پرتغالی، که از زمان کشف برزیل در سال ۱۵۰۰ تا زمان استقلال این کشور در سال ۱۸۲۲به این کشور مهاجرت کردند.
- سیاه‌پوستان که از سال ۱۵۳۰ تا پایان دوران انتقال برده در سال ۱۸۵۰ به برزیل وارد شدند.
- گروه‌های متنوع مهاجران از اروپا، آسیا و خاورمیانه که در اواخر قرن نوزدهم و اوایل قرن بیستم به برزیل پا گذاشتند.

## تاریخچه
مردم شمال آسیا در سه دوره به قاره آمریکا گام گذاشتند. سرخ‌پوستان برزیل احتمالاً نوادگان نخستین دور از مهاجران شمال آسیا هستند که ۹۰۰۰ سال پیش از میلاد مسیح به برزیل پا گذاشتند. گروه‌های اصلی بومی‌های برزیل عبارت بودند از توپی-گووارانی، جه، آراواکس و کارائیبا

### ورود اروپائیان
مهاجرت اروپائیان به برزیل در قرن شانزدهم و با مهاجرت گسترده پرتغالی‌ها آغاز شد. در دو قرن اول استعمار، ۱۰۰٬۰۰۰ پرتغالی وارد برزیل شدند که می‌توان گفت به‌طور متوسط سالانه ۵۰۰ نفر از پرتغال به برزیل مهاجرت کرده‌اند. در قرن هجدهم، ۶۰۰٬۰۰۰ پرتغالی وارد برزیل شدند که می‌توان گفت به‌طور متوسط سالانه ۱۰٬۰۰۰ نفر از پرتغال به برزیل مهاجرت کرده‌اند. نخستین منطقه برزیل که پرتغالی‌ها در آن اسکان یافتند شمال شرقی این کشور بود. دیری نپایید که استعمارگران در منطقه جنوب شرقی برزیل اسکان یافتند. پرتغالی‌ها در قرن هجدهم در مرکز برزیل اسکان یافتند. پرتغالی‌ها تنها گروه نژادی بودند که در سرتاسر برزیل پراکنده شدند.
جمعیت سرخ‌پوستان آمریکا (بین ۳ تا ۵ میلیون نفر) در جمعیت پرتغالی‌ها حل شده‌است. ماملوکوها (یا کابوکلوها که حاصل اختلاط سفیدپوستان و سرخ‌پوستان) همواره در بسیاری از نواحی برزیل پراکنده بوده‌اند.

### آفریقایی‌تبارها
یک گروه قومی مهم دیگر نیز به عنوان برده به برزیل پا گذاشتند. آفریقاییان در دهه ۱۵۳۰ برای برطرف کردن کمبود نیروی کار در برزیل به این کشور وارد شدند. در آغاز بیشتر آنها از گینه به برزیل وارد می‌شدند. پس از آن در قرن هجدهم، بیشتر بردگانی که به برزیل وارد شدند اهل آنگولا و موزامبیک بودند، گرچه بیشتر بردگان باهیا اهل نیجریه بودند. تا پایان دوره انتقال برده به برزیل یعنی تا سال ۱۸۵۰، بین ۳ تا ۵ میلیون نفر از آنها به برزیل وارد شدند—که این مقدار ۳۷ درصد از کل بردگانی را که از آفریقا به قاره آمریکا منتقل شده بود تشکیل می‌داد.

### مهاجران دوران اخیر
هجوم مهاجران به برزیل دراواخر قرن نوزدهم و اوایل قرن بیستم رخ داد. بین ۱۸۷۰ و ۱۹۳۰، بیش از ۵ میلیون مهاجر به برزیل وارد شدند. این مهاجران به دو گروه تقسیم می‌شوند: برخی از این مهاجران به جنوب برزیل فرستاده شدند تا به عنوان کشاورزان خرده‌پا در این منطقه شروع به فعالیت کنند. با این وجود، بخش عمده مهاجران به جنوب شرقی برزیل ارسال شدند تا در مزارع قهوه مشغول به کارشوند. مهاجرانی که به جنوب برزیل ارسال شدند بیشتر آلمانی‌تبار (از سال ۱۸۲۴ اهالی راینلند پالاتینیت، پومرانیا، هامبورگ، وستفالیا و غیره) و ایتالیایی‌تبار (از سال ۱۸۷۵، بیشتر از ونتو و لومباردیا) بودند. در جنوب، مهاجران اقدام به تشکیل جوامع انسانی کردند، که امروزه هنوز، با سرزمین مادری خود ارتباطات فرهنگی مستحکمی دارند. در جنوب شرقی برزیل بیشتر مهاجران ایتالیایی‌تبار (بیشتر اهل ونتو، کامپانیا، کالابریا و لومباردیا)، پرتغالی‌تبار (بیشتر اهل بیرآلتا، استان مینهو و آلتوتراسومونتس)، اسپانیایی‌تبار (بیشتر اهل گالیسیا و اندلس)، ژاپنی (بیشتر اهل هونشو و اوکیناوا) و اعراب (از لبنان و سوریه) بودند.
به گفته Memorial do Imigrante، بین سال‌های ۱۸۷۰ و ۱۹۵۳، برزیل حدود ۵/۵ میلیون مهاجر جلب کرد، که از این تعداد ۱٬۵۵۰٬۰۰۰ نفر ایتالیایی، ۱٬۴۷۰٬۰۰۰ نفر پرتغالی، ۶۵۰٬۰۰۰ نفر اسپانیایی، ۲۱۰٬۰۰۰ نفر آلمانی، ۱۹۰٬۰۰۰ نفر ژاپنی، ۱۲۰٬۰۰۰ نفر لهستانی و ۶۵۰٬۰۰۰ نفر از دیگر ملیت‌ها بودند.
بیشتر جمعیت برزیل در طول ساحل این کشور مستقر شده‌است، و تراکم جمعیت در مرکز این کشور کمتر است. بیشتر ساکنان ایالات جنوبی را اروپاییان تشکیل می‌دهند، در حالیکه بیشتر ساکنان شمال و شمال‌شرقی برزیل را افرادی تشکیل می‌دهند که حاصل اختلاط چند نژاد (سرخ‌پوستان، آفریقاییان و اروپاییان) بودند.

## قومیت و نژاد در قانون مدنی برزیل
بر اساس قانون اساسی برزیل مصوب ۱۹۸۸، نژادگرایی از جرایمی است که فرد مرتکب آن نمی‌تواند به قید ضمانت آزاد شود و حتماً باید به زندان افکنده شود. با این جرم شدیداً برخورد خواهد شد.

## قومیت و نژاد
بر اساس سرشماری IBGE در سال ۲۰۰۰ برزیل متشکل از:
- ۴۲/۸ درصد دورگه یا چند رگه
- ۴۸/۴ درصد سفیدپوست
- ۸/۲ درصد سیاهان
- ۰/۵ درصد آسیاییان
- ۰/۴ درصد سرخ‌پوستان
- ۰/۷ درصد نامشخص است

## زبان‌ها

### زبان پرتغالی
پرتغالی تنها زبان رسمی برزیل است. این زبان که در برزیل با گویش برزیلی زبانی است که تمام جمعیت برزیل به آن سخن می‌گویند و تنها زبانی است که در مدارس، روزنامه‌ها، رادیو، تلویزیون و برای تمامی گروه‌های تجاری و اداری مورد استفاده قرار می‌گیرد. علاوه بر این، برزیل تنها کشور پرتغالی‌زبان در قاره آمریکاست، که بدین ترتیب زبان پرتغالی یکی از مهم‌ترین بخش‌های هویت ملی برزیل است. زبان پرتغالی که در برزیل به آن سخن می‌گویند به صورت مستقل از زبان مادری اروپایی تحول یافنه، و این زبان در مقایسه با زبانی که در پرتغال بدان سخن می‌گویند دچار تغییرات آوایی کمتری شده‌است، بنابراین همواره گفته می‌شود که زبان کاموها، که در قرن شانزدهم می‌زیستند، بیشتر شبیه برزیلی امروز بوده، تا زبانی که امروزه در پرتغال بدان سخن می‌گویند و در نتیجه آثار ادبی کاموها زمانی که به برزیلی خوانده شود کاملتر است. زبان پرتغالی برزیل تأثیرات چشمگیری از زبان سرخ‌پوستان و آفریقاییان و نیز همگون‌سازی‌های متعدد زبان ایتالیایی پذیرفته‌است. عموماً، گویشوران هر گونه زبانی می‌توانند همدیگر را درک کنند، اما اختلافات متعدد واج‌ شناختی، واژگانی و خطی میان این گونه‌ها وجود دارد.

### زبان‌های اقلیت
بسیاری از زبان‌های سرخ‌پوستان در جوامع بومیان، خصوصاً در شمال برزیل تکلم می‌شود. گرچه بسیاری از این جوامع تماس‌های مهمی با پرتغالی دارند، امروزه انگیزه‌هایی برای تدریس زبان‌های بومی وجود دارد.
نوادگان مهاجران که اغلب دو زبانه هستند نیز در جوامع کوچک روستایی در جنوب برزیل به زبان‌های دیگر سخن می‌گویند. مهم‌ترین آنها عبارت‌اند از گویش‌های آلمانی برزیلی، همچون ریوگرندنسر، هانشروکیش و زبان پامرانین، و نیز تالیان، بر اساس زبان ونیزی ایتالیا. در شهر سائوپائولو، در محلات مهاجرنشینی همچون لیبرداد افرادی به زبان ژاپنی تکلم می‌کنند.
زبان انگلیسی به‌طور رسمی در مدارس برزیل تدریس می‌شود اما شمار معدودی از مردم برزیل قادر به تکلم به زبان انگلیسی هستند. برخی از گویشوران پرتغالی تا حدودی به خصوص در مناطق مرزی آرژانتین، پاراگوئه و اوروگوئه قادر به درک زبان اسپانیایی هستند.

## فقر و بی‌سوادی
گرچه برزیل یک کشور وسیع و دارای منابع فراوان و اقتصادی قدرتمند است، در این کشور در حال حاضر حدود ۲۲ میلیون نفر در فقر مطلق به سر می‌برند. این رقم با در نظر گرفتن شمار افرادی که در فقر نسبی زندگی می‌کنند به ۵۳ میلیون نفر (۳۰ درصد از کل جمعیت کشور) می‌رسد که با حقوقی زندگی می‌کنند که برای نیازهای اولیه آنان نیز ناکافی است. این یک مسئله مهم است، و تا حدودی از نابرابری اقتصادی کشور نشات می‌گیرد، که بر اساس شاخص ضریب همبستگی گینی یکی از بالاترین نابرابری‌های اقتصادی در جهان تلقی می‌شود.
فقر در برزیل بیشتر در قالب مناطق فقیرنشین تجلی پیدا می‌کند، که به صورت شمار بسیاری از نواحی فقیرنشین در مناطق مختلف شهری و نیز در مناطق دورافتاده شهری که دارای نرخ پایین توسعه اقتصادی و اجتماعی هستند نمودار می‌شود.

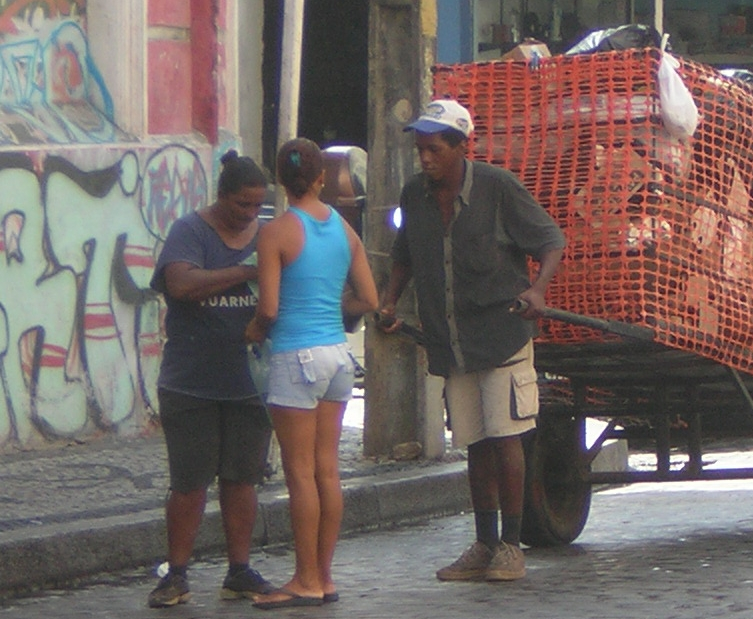
مردم فقیر در رسیف

همچنین مناطق مختلف از نظر میزان ثروت و رفاه با یکدیگر متفاوت هستند. در حالیکه شمال‌شرقی‌ترین منطقه برزیل دچار مشکلات مزمن ناشی از آب و هوای نیمه خشک مناطق مرکزی است، که خشکسالی‌های ادواری آن زندگی میلیون‌ها نفر را تحت تأثیر قرار داده‌است، شهرهای بسیاری در جنوب و جنوب‌شرقی دارای استانداردهای اجتماعی اقتصادی نظیر کشورهای پیشرفته جهان هستند.
لوئیز ایناسیو لولا دا سیلوا، رئیس‌جمهوری پیشین برزیل، جدیدترین تلاش برای حل این مشکلات را از طریق پیشنهاد برنامه رفع گرسنگی (فوم صفر) انجام داده، و بودجه شماری از برنامه‌های توزیع ثروت را که پیش‌تر ایجاد شده بودند افزایش داد، اما هنوز در مورد کارایی این رویکردها بحث و اختلاف‌نظر بسیاری وجود دارد.
به علاوه، حدود ۱۶ میلیون برزیلی به‌طور رسمی بی‌سواد تلقی می‌شوند.